# استان اسپاییات
استان اسپاییات (به لاتین: Espaillat Province) یک استان در جمهوری دومینیکن است.
مساحت این استان ۸۳۸٫۶۲ کیلومتر مربع و جمعیت آن در سال ۲۰۱۴ میلادی ۳۳۳٬۴۰۱ نفر می‌باشد.